# L'Hospitalet de Llobregat
L'Hospitalet de Llobregat (katalanskt uttal: [luspitəˈlɛd də ʎuβɾəˈɣat], spanska: Hospitalet de Llobregat, ofta förkortat: L'Hospitalet) är en stad och kommun i provinsen Barcelona i den autonoma regionen Katalonien i nordöstra Spanien. Staden ligger direkt sydväst om Barcelona. Kommunen har 279 993 invånare (2024), på en yta av 13,60 km². Invånarantalet gör L'Hospitalet de Llobregat till Kataloniens andra största stad, efter Barcelona.
Kommunen gränsar till Barcelona, Esplugues de Llobregat, Cornellà de Llobregat samt El Prat de Llobregat. Staden, som ligger vid floden Llobregat, är helt sammanväxt med Barcelona, Cornellà och Esplugues.

## Befolkning
Kommunen har 279 993 invånare (2024). L'Hospitalet de Llobregat är mycket tätbefolkad; i flera av stadsdelarna uppgår befolkningstätheten till över 50 000/km² med La Florida 83 000/km² som den mest tätbefolkade. Till L'Hospitalet förlades många av de arbetarbostäder som byggdes under 1950- och 1960-talet. Stadens befolkning ökade från drygt 50 000 år 1940 till nästan 300 000 år 1980. Omkring 27 % av befolkningen är av utländsk nationalitet, varav de flesta är från Marocko, Colombia, Peru, Honduras, Bolivia och Pakistan.

### Stadsdelar
Befolkningen i L'Hospitalet de Llobregats stadsdelar år 2022.
| Distrikt      | Areal (km²) | Invånarantal 2022 | Densitet (inv/km²) |
| ------------- | ----------- | ----------------- | ------------------ |
| Centre        | 1,87        | 28 535            | 15 259             |
| Sanfeliu      | 0,51        | 7 117             | 13 955             |
| Sant Josep    | 0,57        | 20 190            | 35 421             |
| Collblanc     | 0,51        | 28 008            | 54 918             |
| La Torrassa   | 0,44        | 29 758            | 67 632             |
| Santa Eulàlia | 1,63        | 46 192            | 28 339             |
| Granvia Sud   | 2,03        | 3 501             | 1 725              |
| La Florida    | 0,38        | 31 473            | 82 824             |
| Les Planes    | 0,42        | 17 809            | 42 402             |
| Can Serra     | 0,29        | 10 359            | 35 721             |
| Pubilla Cases | 0,62        | 32 388            | 52 239             |
| El Gornal     | 0,42        | 6 952             | 16 552             |
| Bellvitge     | 2,80        | 25 029            | 8 939              |
| Totalt        | 12,49       | 287 311           | 23 003             |